# Slimane Azem
Slimane Azem (Agouni Gueghrane; 19 de septiembre de 1918-Moissac, Francia; 28 de febrero de 1983) fue un músico, cantante, cantautor, poeta y escritor argelino.

## Biografía
Slimane Azem nace el 19 de septiembre de 1918 a Agouni Gueghrane, en la región de Cabilia, en Argelia, entonces departamentos franceses.  
A 11 años, trabaja como empleado agrícola con un colono en Staoueli, un balneario cerca de Argel. En 1937, se instala a Longwy en la  Francia metropolitana y encuentra un trabajo en una acería durante dos años. Movilizado en 1939, durante la « Drôle de Guerre », en Issoudun. En 1940, es declarado inútil en el ejército y se instala en París donde es contratado como asistente electricista en el metro parisiense. En 1942, es reclutado para el STO por los alemanes en los campos de trabajo de Renania hasta su liberación, en 1945. 
Después de la Liberación, consigue la administración de un café en el distrito 15 de París, donde realizó sus primeras composiciones. Alentado y animado por Mohamed el Kamel, exmiembro del conjunto Bachtarzi, perseveró en el canto. Slimane finalmente graba su primer disco con la canción A Moh A Moh. Al tratar de la nostalgia, sus discos se venderán rápidamente en  Madame Sauviat, la única tienda de discos que vende álbumes de artistas del norte de África y orientales.
En 1955, escribe en plena  guerra de Argelia, Effeɣ ay ajrad tamurt iw, una canción donde, compara  a los colonos franceses con las langostas que devastan  los cultivos y devoran su país. La canción se prohíbe  por un decreto del 22 de junio de 1957 de la República francesa.
Conseguida la independencia de Argelia, en 1962, Slimane Azem crítica al gobierno argelino, a  Ben Bella y Boumedian, en canciones  vendidas de contrabando  en Argelia. El gobierno prohíbe su  vuelta al  país. Obligado a instalarse en Francia, se acaba convirtiendo en un cantante legendario, que los Cabilios no pueden escuchar nada más que en  Radio París en su diario: cuarto de hora cabilio. Azem es, de hecho, prohibido de antena en su propio país y sus discos solo se venden de contrabando ;  su nombre se escribirá  con las letras minúsculas de las columnas de un periódico. En 1970 obtiene, con la cantante Noura, un disco de oro que lo impone como una de las mejores ventas hexagonales. Se hace socio de la SACEM.
Durante los años 70, hace dúos cómicos con el cheikh Norredine y canta en francés Algérie, mon beau pays et Carte de résidence. Al hilo de sus grabaciones, Slimane Azem consigue una gran audiencia gracias a sus textos parabólicos o de las fábulas, donde pone en escena a los animales  y se convierte en un cantante comprometido políticamente. Más tarde su inspiración decae.
Al principio de los años 80, dedica una buena parte de su fortuna a la compra de una granja a Moissac. Slimane Azem muere el 28 de enero de 1983 en su granja.

## Homenajes
El cantante Rabah Asma ha repetido algunos  de sus títulos. En 1995, Lounès Matoub, verdadero monumento de la cultura kabyle, ha retomado el título Effegh HA ya jrad tamurt iw, dirigido esta vez contra el poder Argelino, del que Matoub denunciaba sus prácticas corruptas, el nepotismo, la ausencia de libertades y su injerencia de cara  a la crisis terrorista de la Década negra.

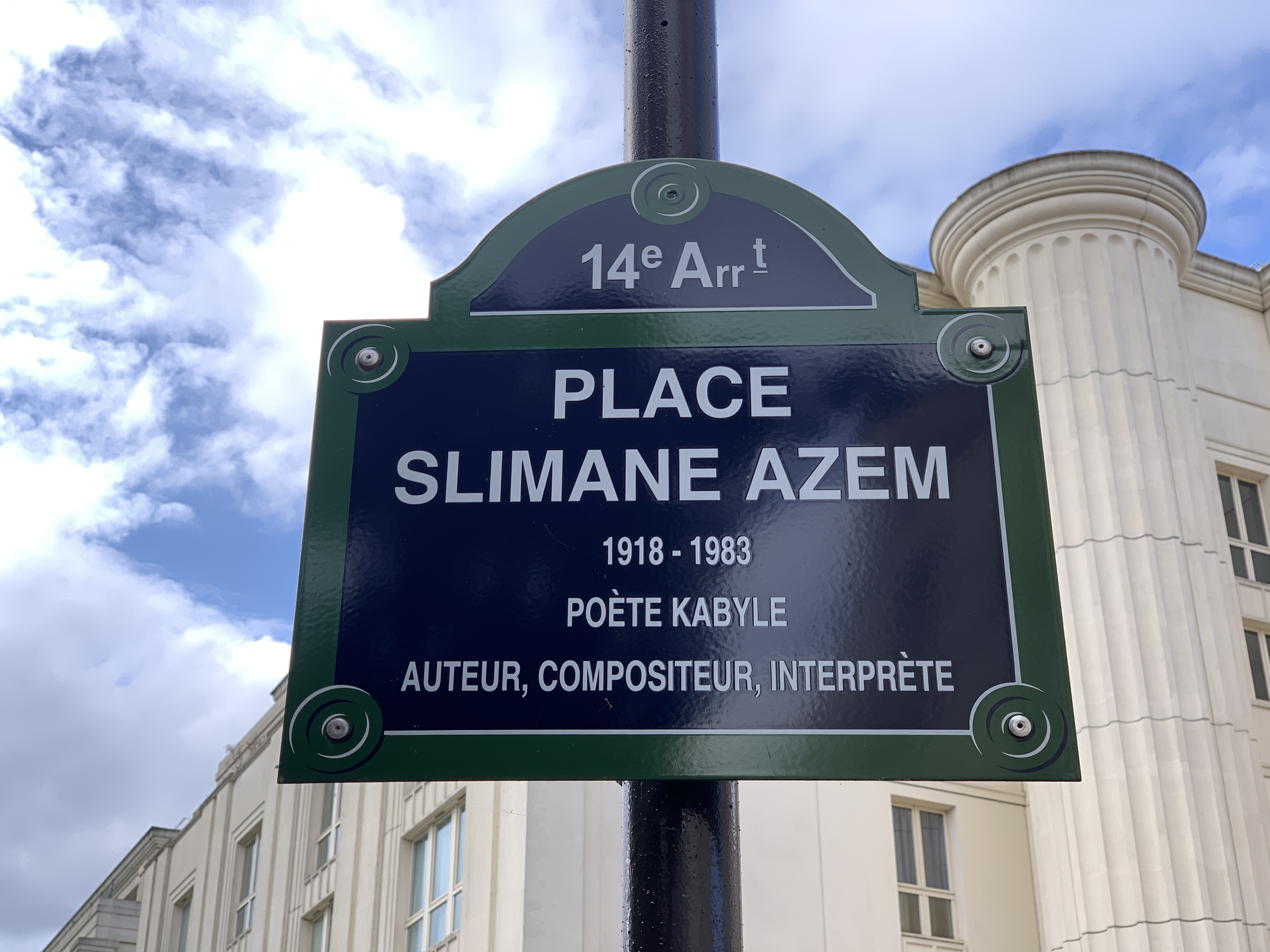
Plaza Slimane-Azem

Desde 2008, la ciudad de Moissac ha decidido honrar al antiguo cantante amazig con una plaza que lleva su nombre
En diciembre de 2013, la ciudad de París decide de honrar Slimane Azem dando su nombre a un lugar del 14.º . La placa es visible desde el 11 de octubre de 2014.

## Vida privada
Era el hermano de Ouali Azem, diputado francés de 1958 a 1962 bajo la V República.

## Canciones célebres
- Decidme los amigos, canción que se hizo  famosa  por la película Las colegas (1999) ;
- TIENE Muh HA Muh, trata sobre las condiciones de vida de los inmigrados ;
- Effeɣ ay ajrad tamurt-iw, (Langostas, abandonád  mi país) donde denuncia las condiciones de la colonización ;
- ɣef teqbaylit yuli was, (Amanece en el idioma  cabilio) es un homenaje a las  primavera bereberes ;
- La carte de résidence, (La tarjeta de residencia, donde  canta  sobre las dificultades de la inmigración y de la emisión de dicha tarjeta;;
- Algérie mon beau pays, canto nostálgico.

## Discografía completa
1. Ma tedduḍ a nruḥ (a muḥ a muḥ primera versión de 1942, publicada en 1945)
2. Aṭas i sebreɣ (con Bahia Farah)
3. Nek akk-d kemm (con Fatma Zohra)
4. Nek d lmir (en cabilio y en árabe argelino)
5. Akka-agi id yeffeɣ lexbar
6. Amek ara nili susta (en árabe argelino y  en cabilio)
7. Debza u dmaɣ (con Mohamed Hilmi)
8. Lalla Mergaza
9. Aẓar di Kina
10. Annaɣ ay aɛabuḍ (versión 1)
11. Sell-iw ɣef Nnbi
12. Ay ul-iw tub
13. Llah ɣaleb
14. A Rebbi lmudabbar (versión 1)
15. Ata lqum
16. Tixer-as i lɛebd ad yehder (con Mohamed Hilmi)
17. Idrimen idrimen
18. Ddunit tettɣurru
19. Ur ideqqar
20. Rebbi kečč d amɛiwen
21. A yul-iw ilik d lhar
22. Zzman ixerweḍ
23. Aḥbib n wul-iw iruḥ
24. Afrux Ifirelles
25. Ffeɣ ay ajrad tamurt-iw
26. D aɣrib d aberrani
27. Zzux d lmecmel
28. Iḍehred waggur
29. Neḍleb Rebbi ad aɣ yeɛfu
30. Berka-yi tissit n ccrab
31. Nettruḥu nettuɣal
32. Yekfa laman
33. Inas i leflani (versión 1) (desaparecida)
34. A ya tamurt-iw (versión 1) (perdida)
35. Terwi Tebberwi
36. Azger yeɛqel gma-s
37. Leḥbab n lweqt-a
38. Zzman lɣatti
39. Akem yexdeɛ Rebbi a Ddunit
40. Babaɣayu
41. A Muḥ a Muḥ (versión 2 1967)
42. Amqwerqwer n umdun
43. Taqsitt g emqwerqwer
44. Inas i leflani (versión 2 1967)
45. 19 di Meɣres
46. A tamurt-iw aɛzizen ( en  2 ritmos)
47. A tigejdit
48. Aha la la
49. Annaɣ ay aɛebbuḍ (versión 2 1967)
50. Argaz n tmettut
51. A Rebbi a lmuddebar (versión 2 1967 ou 68)
52. Ay amuḍin
53. Ay ul-iw henni-yi
54. Cfiɣ ttuɣ
55. Uk ɛyiɣ
56. A nekkar leḥsan
57. Wah Rebbi Wah
58. Muḥend u Qasi
59. Iya wiyak a Ḥmed
60. Qern Arbaɛtac
61. Lful d ibawen
62. Tlata yeqjan
63. Duminu
64. A ttnadiɣ ad cetkiɣ
65. A Madame, encore à boire
66. Ament-as
67. A win yellan d lfahem (disco de oro, 1970)
68. Lweqt aɣeddar
69. Gummaɣ ad mektiɣ
70. I lukan di ulac lukan
71. Ul-iw baqi yettxemmim
72. Wiyak a lfahem
73. A nxemmem
74. A taguitart-iw
75. A ya tamurt-iw (versión 2 con  guitarra solamente)
76. Asefru
77. Bu n Adem
78. Dda Mezian
79. Ddunit
80. Zzher iɛewjen
81. Lejdud n zik
82. Nukni id nukni
83. Si Muḥ u Mḥend yenna-d
84. Si zik
85. Tabrat
86. Taqbaylit
87. Taqsitt n lewhuc
88. Taqsitt n Muh
89. Wa ibennu wa yetthuddu
90. Ya Muḥend 01
91. Yir lexbar n lmut
92. Zik ɣileɣ d aqessar